# Copa presidencial turca de bàsquet femenina
La Copa presidencial turca de bàsquet femenina (en turc Kadınlar Cumhurbaşkanlığı Kupası) de vegades coneguda com a Supercopa de bàsquet turca femenina, és una competició professional de basquetbol que té lloc cada any a Turquia. La competició va començar l'any 1993 i està organitzada per la Federació Turca de Bàsquet.
Es disputa entre les guanyadores de la Lliga turca de bàsquet femenina i les de la Copa de Turquia. Si el mateix equip guanya tant la Lliga com la Copa la mateixa temporada, la competició tindrà lloc entre els dos finalistes de la lliga.

## Historial
|  | - 1993 Galatasaray - 1994 Galatasaray - 1995 Galatasaray - 1996 Galatasaray - 1997 Galatasaray - 1998 Galatasaray - 1999 Fenerbahçe - 2000 Fenerbahçe - 2001 Fenerbahçe - 2002 Botaş SK | - 2003 Botaş SK - 2004 Fenerbahçe - 2005 Fenerbahçe - 2006 Beşiktaş - 2007 Fenerbahçe - 2008 Galatasaray - 2009 Mersin BB - 2010 Fenerbahçe - 2011 Galatasaray - 2012 Fenerbahçe | - 2013 Fenerbahçe - 2014 Fenerbahçe - 2015 Fenerbahçe - 2016 Hatay BB - 2017 Yakın Doğu Üniversitesi - 2018 Hatay BB - 2019 Fenerbahçe - 2020 No disputada |

## Palmarès
- 12 títols: Fenerbahçe
- 8 títols: Galatasaray
- 2 títols: Botaş SK. Hatay BB
- 1 títols: Beşiktaş, Mersin BB, Yakın Doğu Üniversitesi